# Thorkild Jacobsen
Thorkild Jacobsen (Copenaghen, 7 giugno 1904 – Bradford, 2 maggio 1993) è stato un assiriologo e storico del Vicino Oriente antico danese, tra i più importanti studiosi della materia del XX secolo.
Fu professore di assiriologia alla Harvard University.

## Opere principali
- Sumerian King List (1939)
- The Temple Oval at Khafajah  - chapter by Thorkild Jacobsen  (1940)
- Towards the Image of Tammuz and Other Essays on Mesopotamian History and Culture  - edited by William L. Moran (1970)
- The Treasures of Darkness: A History of Mesopotamian Religion (1976)
- The Intellectual Adventure of Ancient Man: An Essay of Speculative Thought in the Ancient Near East   (1977)
- The Harps that Once... Sumerian Poetry in Translation (1987)